# Automne (rivière)
Pour les articles homonymes, voir Automne (homonymie).
L'Automne est une rivière française qui coule dans les départements de l'Aisne et de l'Oise en ancienne région Picardie donc en nouvelle région des Hauts-de-France. C'est un affluent de l'Oise en rive gauche qui conflue à Verberie et donc un sous-affluent de la Seine.
L’Automne trouve sa source entre Villers-Cotterêts et Pisseleux. Elle s’étend sur 34 km jusqu’à sa confluence avec l’Oise. La vallée de l'Automne constitue la frontière géographique naturelle délimitant les régions naturelles du Soissonnais au nord et du Valois au sud.

## Étymologie
Son nom n'a rien à voir avec le terme français "automne" qui est une étymologie populaire, mais vient d'une forme ancienne Altona attestée en 920 apr. J.-C.

## Géographie

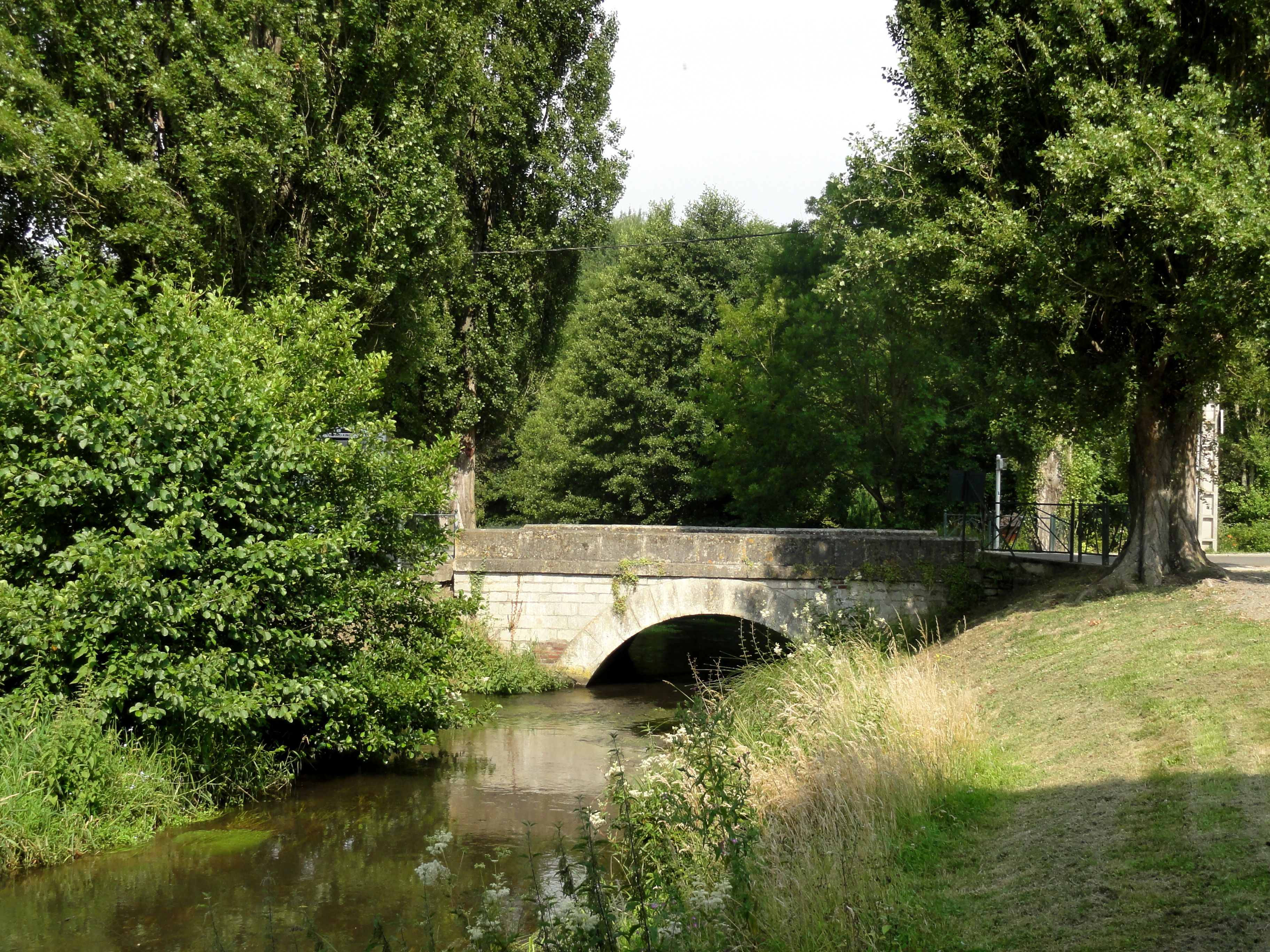
Pont sur l'Automne, rue du Chêne à Fresnoy-la-Rivière.

L'Automne prend sa source entre Villers-Cotterêts et Pisseleux à environ 110 m d'altitude et conflue en rive gauche de l'Oise à environ 30 m d'altitude, à Verberie (en face de Longueil-Sainte-Marie en rive droite de l'Oise). Son cours orienté est-ouest traverse les départements de l'Aisne et de l'Oise. Il mesure 33,9 km de long. 
Son bassin versant accueille 46 000 habitants, il est principalement couvert par de grandes cultures (céréales et betteraves).
L'Automne est classé en première catégorie piscicole. C'est-à-dire que ses eaux sont suffisamment propres pour accueillir des salmonidés (truites).

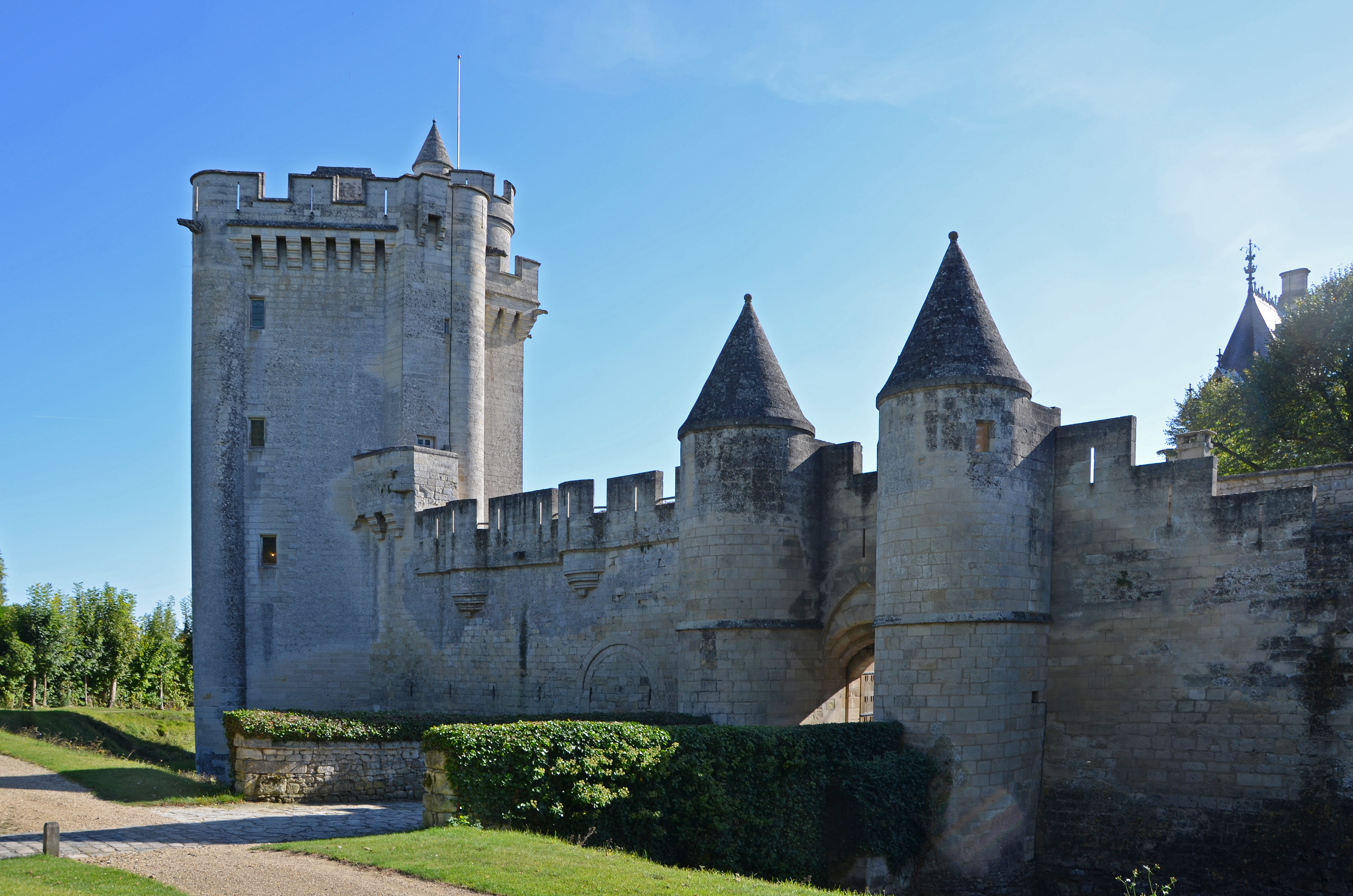
Le donjon de Vez à Vez.

La vallée propose un patrimoine architectural relativement riche : trente-cinq églises ou abbayes romanes ou gothiques, ainsi que des moulins aujourd'hui abandonnés.
Le fond de la vallée est aujourd'hui propice à la populiculture entrainant un certain appauvrissement de la rivière.

### Communes et cantons traversés
Dans les deux départements de l'Aisne et de l'Oise, l'Automne traverse dix-neuf communes, (dont trois dans l'Aisne), de l'amont vers l'aval, de Villers-Cotterêts (source), Coyolles, Vauciennes, Largny-sur-Automne, Vez, Bonneuil-en-Valois, Russy-Bemont, Fresnoy-la-Rivière, Morienval, Gilocourt, Béthancourt-en-Valois, Glaignes, Orrouy, Feigneux, Béthisy-Saint-Martin, Béthisy-Saint-Pierre, Saint-Sauveur, Saintines, Verberie (confluence).
Soit en termes de cantons, l'Automne prend source dans le canton de Villers-Cotterêts, traverse le canton de Compiègne-2 , et conflue dans le canton de Crépy-en-Valois, le tout dans les arrondissements de Soissons, Compiègne et Senlis.

### Toponyme
L'Automne a donné son hydronyme à la commune de Largny-sur-Automne.

### Bassin versant
L'Automne traverse cinq zones hydrographiques pour une superficie totale de 287 km2. La population inscrite dans le périmètre du SAGE atteint 52 000 habitants.

### Organisme gestionnaire
L'organisme gestionnaire est le SAGEBA ou Syndicat d'aménagement et de gestion des eaux du bassin Automne.

## Affluent
Son affluent principal est la Sainte-Marie (rg), 11,4 km qui conflue à Orrouy.
L'Automne a neuf tronçons affluents référencés :
- le ru de Longpré (rd[note 2]), 2,9 km sur les trois communes de Vez (confluence), Largny-sur-Automne et Haramont (source).
- le canal 03 de la commune de Vez (rd), 1,6 km sur les deux communes de Vez (origine) et Bonneuil-en-Valois (confluence), et aussi affluent et défluent.
- le ru de Bonneuil (rd), 5,3 km sur les trois communes de Fresnoy-la-Rivière (confluence), Bonneuil-en-Valois (source), Morienval.
- la canal du Marais de Pontdron (rg), 1,6 km sur les deux communes de Fresnoy-la-Rivière (confluence) et Bonneuil-en-Valois (origine), et aussi affluent et défluent.
- le ru Coulant (rd), 1,6 km sur les deux communes de Fresnoy-la-Rivière (confluence) et Morienval (source).
- le ruisseau de Morcourt (rg), 2,5 km sur les trois communes de Béthancourt-en-Valois, Feigneux, et Gilocourt.
- le ru de Visery (rd), 2,9 km sur la seule commune d'Orrouy.
- la rivière Sainte-Marie (rg), 11,4 km[5] sur cinq communes avec trois affluents et de rang de Strahler deux.
- un bras de l'Automne, 1 km sur la seule commune de Verberie

### Rang de Strahler
Donc le rang de Strahler est de trois par la rivière Sainte-Marie.

## Hydrologie
Son régime hydrologique est dit pluvial océanique.

### L'Automne à Saintines
Le module de l'Automne a été observé depuis le 1er juillet 1968 , à Saintines, petite localité du département de l'Oise située peu avant son confluent avec l'Oise. Le bassin versant de la rivière y est de 279 km2 (soit la quasi-totalité de la superficie de celui-ci), à 35 m d'altitude.
Le module de la rivière à Saintines est de 2,01 m3/s.
L'Automne présente des fluctuations saisonnières de débit très faibles, comme c'est bien souvent le cas dans le nord-ouest du bassin de la Seine, proche de la Haute-Normandie et de la Somme. Les hautes eaux se déroulent en hiver et au début du printemps et se caractérisent par des débits mensuels moyens allant de 2,33 à 2,36 m3/s, de décembre à avril inclus (sans maximum précis). En mai et juin le débit baisse légèrement ce qui mène aux basses eaux d'été, qui ont lieu de juillet à septembre, entraînant une baisse du débit moyen mensuel n'allant pas plus bas que 1,65 m3/s au mois d'août, ce qui reste appréciable voire abondant.

### Étiage ou basses eaux
Aux étiages, le VCN3 peut cependant baisser jusqu'à 0,98 m3/s, en cas de période quinquennale sèche, ce qui reste plus que consistant pour une aussi petite rivière.

### Crues
Les crues, quant à elles ne sont jamais très importantes. Les QIX 2 et QIX 5 valent respectivement 5,3 et 6,3 m3/s. Le QIX 10 est de 7,0 m3/s, le QIX 20 de 7,6 m3/s et le QIX 50 de 8,4 m3/s. Compte tenu de la taille de son bassin, l'Automne se situe parmi les rivières les plus sages de France.
Le débit instantané maximal enregistré à Saintines a été de 7,86 m3/s le 9 mai 1988, tandis que la valeur journalière maximale était de 7,04 m3/s le 22 mars 2001. En comparant la première de ces valeurs à celles des différents QIX de la rivière, il apparaît que cette crue était d'ordre vicennal, et donc fort peu exceptionnelle.
L'Automne est une rivière relativement abondante au sein du bassin de la Seine, et bien alimentée par les précipitations de son bassin. 

### Lame d'eau et débit spécifique
La lame d'eau écoulée dans son bassin versant est de 238 millimètres annuellement, ce qui est certes inférieur à la moyenne d'ensemble de la France tous bassins confondus, mais sensiblement égal à la moyenne du bassin de la Seine, qui bénéficie pourtant à l'est d'affluents fort abondants (comme l'Armançon, la haute Marne ou encore la Saulx, l'Aire etc). Le débit spécifique (ou Qsp) atteint 7,5 litres par seconde et par kilomètre carré de bassin.

## Aménagements et écologie
L'état écologique des eaux superficielles du bassin de l'Automne sont en état écologique moyen en 2014 et serait selon les objectifs du SAGE en bon état en 2015 ou 2021.
Les coteaux de la vallée de l'Automne 623 km2 font partie du réseau Natura 200049° 17′ 49″ nord, 2° 50′ 25″ est.

### Pêche et AAPPMA
La pêche à la truite est pratiquée sur ce cours d'eau de première catégorie. Quatre AAPPMA dans l'Oise permettent de pêcher sur l'Automne, à Béthisy-saint-Pierre "l'Epinoche", à Fresnoy-la-Rivière "La truite", à Gilocourt Bethancourt "la Carpe du Valois", et à Orrouy.